# Massoutiera mzabi
Massoutiera mzabi là một loài động vật có vú trong họ Ctenodactylidae, bộ Gặm nhấm. Loài này được Lataste mô tả năm 1881.